# Concours Eurovision de la chanson 1990
- Pays participants
- Pays ayant participé dans le passé

Lausanne 1989 Rome 1991
Le Concours Eurovision de la chanson 1990 fut la trente-cinquième édition du concours. Il se déroula le samedi 5 mai 1990, à Zagreb, alors en Yougoslavie. Il fut remporté par l'Italie, avec la chanson Insieme: 1992, interprétée par Toto Cutugno. La France et l'Irlande terminèrent ex æquo à la deuxième place.

## Organisation
La Yougoslavie, qui avait remporté l'édition 1989, se chargea de l’organisation de l’édition 1990.
À la suite de la controverse de l'édition 1989, l'UER introduisit une nouvelle règle. Désormais, tous les candidats devaient avoir seize ans révolus, le jour de leur participation au concours.

## Première controverse
L'organisation du Concours se révéla extrêmement coûteuse pour la télévision publique yougoslave. Les cartes postales furent un gouffre financier à elles seules. Le budget initial fut rapidement dépassé, nécessitant le recours à des travailleurs payés au noir. Les médias yougoslaves s'en émurent et reprochèrent aux dirigeants de la JRT de dépenser des sommes insensées, alors que le pays traversait une crise économique et que de nombreux Yougoslaves vivaient dans la pauvreté.

## Mascotte
Pour la toute première fois, le concours reçut une mascotte, en la personne d'Eurochat (Eurocat en anglais). Il s'agissait d'un chat anthropomorphe de couleur mauve, qui avait été dessiné par le caricaturiste Joško Marušić. Il intervint à de très nombreuses reprises durant la retransmission, apparaissant notamment dans la vidéo d'ouverture et les cartes postales.

## Premier incident
Les présentateurs de la soirée furent Helga Vlahović et Oliver Mlakar. La première se chargea des passages en anglais et le second, des passages en français.
Helga Vlahović était alors âgée de quarante-cinq ans et Oliver Mlakar, de cinquante-quatre. Durant les répétitions, certains membres de la production et représentants de la presse firent des commentaires désobligeants sur leur âge. Profondément offensés, Vlahović et Mlakar claquèrent la porte des répétitions et se retirèrent du concours. Ils furent alors brièvement remplacés par Rene Medvešek et Dubravka Marković. Finalement, Vlahović et Mlakar reçurent des excuses et reprirent leur place de présentateurs.

## Pays participants
Vingt-deux pays participèrent au trente-cinquième concours. Il n'y eut ni début, ni retrait, ni retour.

## Format

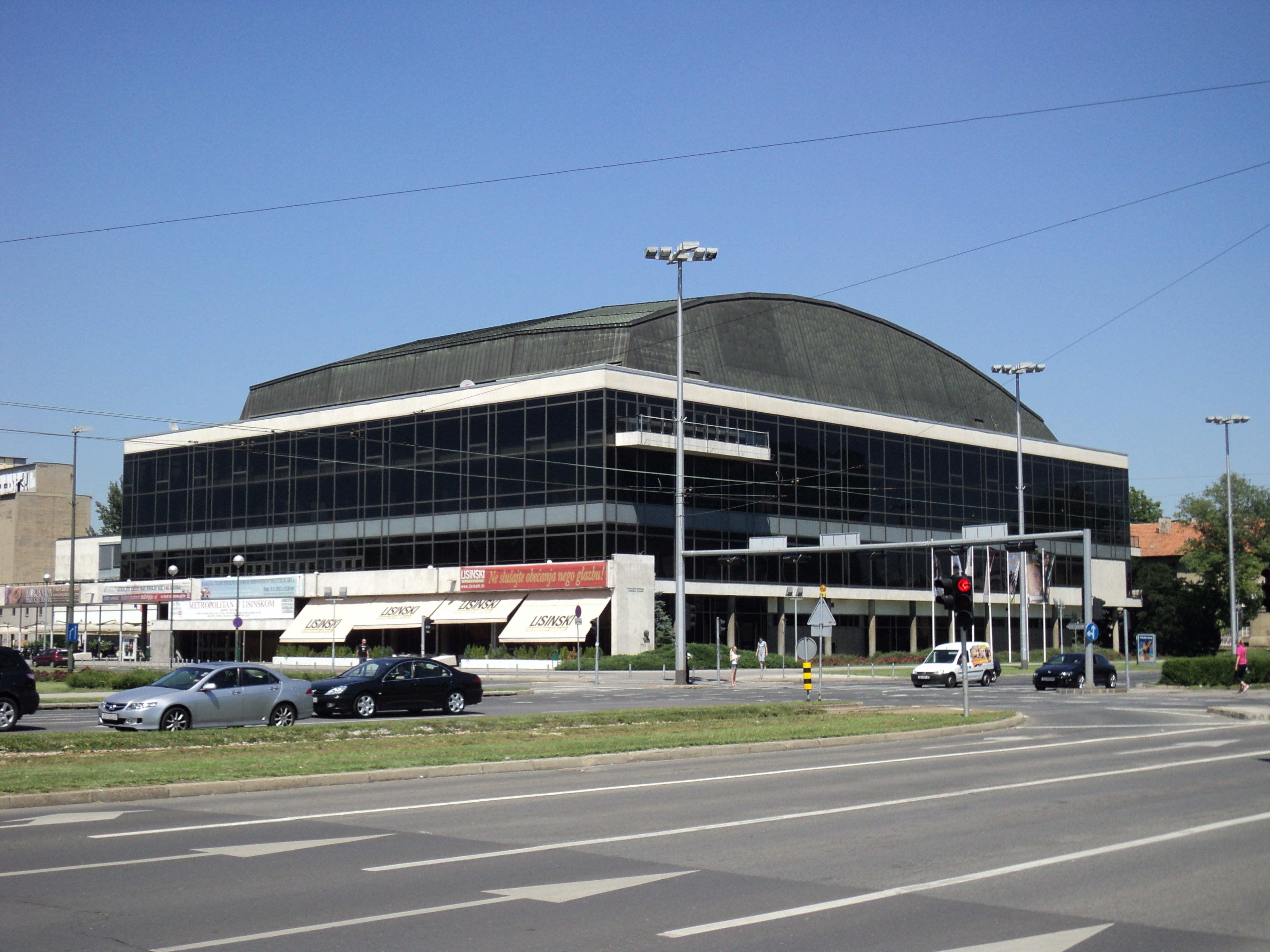
Le Koncertna dvorana Vatroslav Lisinski, à Zagreb.

Le concours eut lieu au Koncertna dvorana Vatroslav Lisinski, à Zagreb, salle de concert inaugurée en 1973 et baptisée en l'honneur du compositeur Vatroslav Lisinski.
La scène se composait d'un vaste podium de couleur dorée, comportant deux niveaux et bordé de bandeaux lumineux. Chacun des niveaux comportait un damier d'écrans, encastré dans le sol, qui prit des couleurs verte, rouge et bleue selon les prestations. Le podium principal était prolongé de part et d'autre, par deux podiums annexes. Celui de gauche était destiné aux présentateurs ; celui de droite, à l'orchestre. Tous deux étaient pourvus d'un mur d'écrans. L'arrière-fond se composait d'une structure métallique en damier, parcourue de néons bleus et rouges. D'autres néons, rouges et verts, dessinaient des motifs courbes, partant de la structure et la reliant aux murs d'écrans.
Le programme dura près de deux heures et quarante-huit minutes.
L'orchestre était dirigé par Igor Kuljerić.

## Ouverture

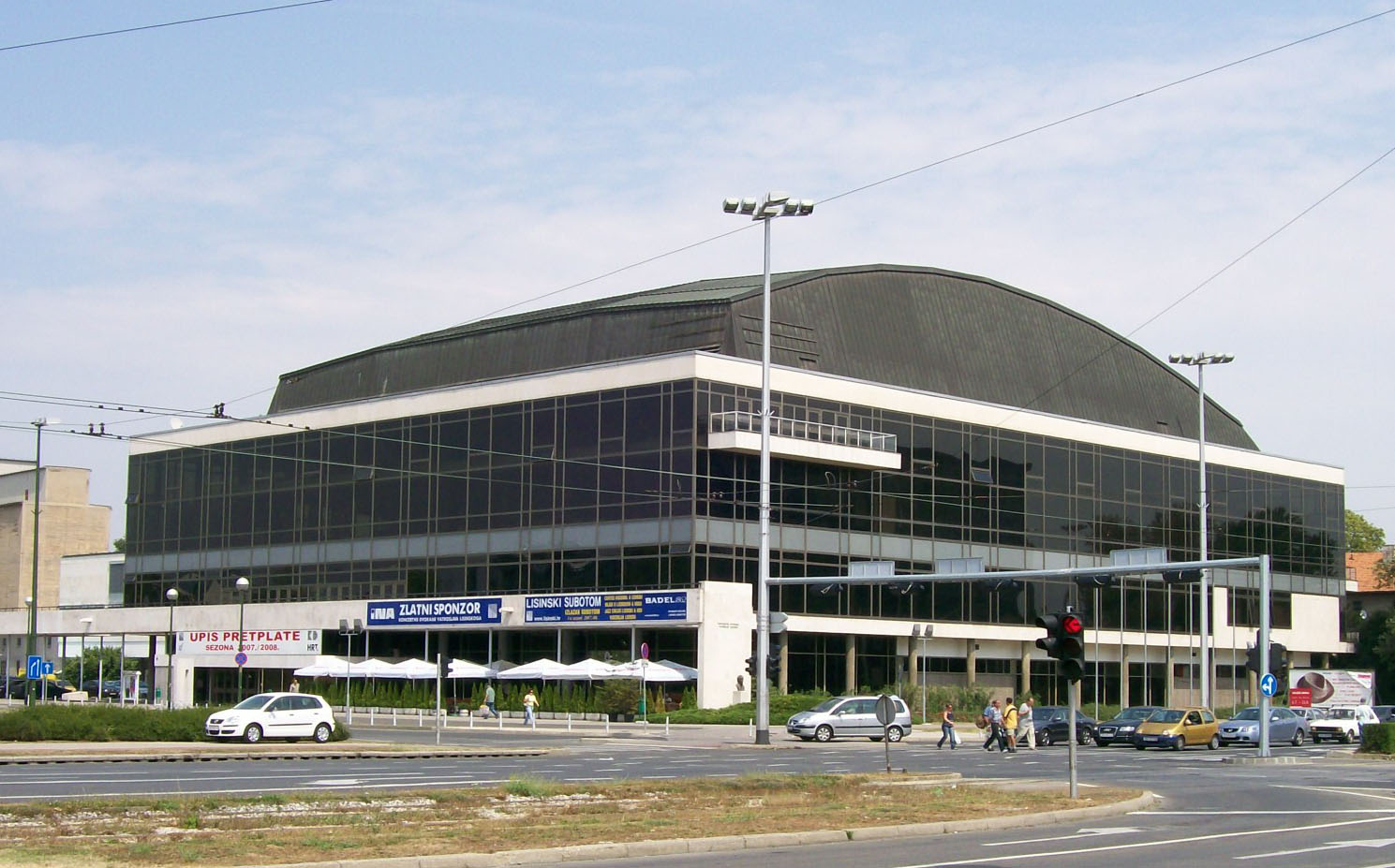
Le Koncertna dvorana Vatroslav Lisinski, à Zagreb en Croatie.

L’ouverture du concours débuta par la présentation d'Eurochat. S'ensuivit une vidéo, intitulée Zagreb : ville de musique et réalisée par Nenad Puhovski. Elle présenta la richesse culturelle musicale de la capitale croate, du classique à la pop, en passant par le traditionnel et le folklorique. Elle se conclut par la reprise du Te Deum de Marc-Antoine Charpentier, par plusieurs chanteurs et musiciens différents.
Eurochat fit alors son entrée dans le Koncertna dvorana Vatroslav Lisinski, puis sur scène, bientôt suivi par les présentateurs. Ceux-ci firent alors les introductions d'usage. L'orchestre interpréta brièvement la partition de Rock Me, la chanson gagnante de l'année précédente.

## Cartes postales
Les cartes postales avaient pour thème l'Année Européenne du Tourisme. Chacune débutait par un bref sketch d'Eurochat, sur fond bleu, avec un rappel du nom du pays participant. S'ensuivait des vues touristiques de ce dernier, sur fond du drapeau national. À la fin de chaque carte, Eurochat prenait une photo en noir et blanc des artistes.

## Chansons
Vingt-deux  chansons concoururent pour la victoire.
Cinq chansons reflétèrent dans leurs paroles, les évènements historiques et politiques ayant secoué l'Europe, l'année précédente. Furent ainsi évoqués la chute du Rideau de fer (par l'Autriche et la Norvège), la fin de la Guerre froide (par la Finlande), les processus de démocratisation en cours (par l'Allemagne) et les perspectives d'unification du continent (par l'Italie).
La chanson belge, Macédomienne, avait été écrite et composée par Philippe Lafontaine, spécialement pour le concours et parce que celui-ci avait lieu en Yougoslavie. Il s'agissait d'une déclaration d'amour et d'un cadeau à son épouse, qui était d'origine macédonienne. Il ne voulut initialement ni l'enregistrer, ni la commercialiser, allant jusqu'à en briser la matrice. Il changea d'avis quelques années plus tard, afin d'aider un projet humanitaire en Bosnie-Herzégovine.
La chanson française, White and Black Blues, avait été écrite par Serge Gainsbourg. C'était sa troisième participation au concours, après sa victoire en 1965, avec Poupée de cire, poupée de son, et sa cinquième place en 1967, avec Boum badaboum. Mais c'était sa première participation pour la France, les deux précédentes étant respectivement pour le Luxembourg et pour Monaco. Il y avait eu cette année-là, un changement de direction à la tête du département des divertissements de la télévision publique française. La nouvelle directrice, Marie-France Brière, au vu des mauvais résultats français des années précédentes, avait initialement décidé d'un retrait d'Antenne 2. Mais après réflexion, elle opta pour une approche professionnelle. Ce fut elle qui décida Serge Gainsbourg et Joëlle Ursull, alors membre du groupe Zouk Machine et qui souhaitait lancer sa carrière solo. White and Black Blues termina à la deuxième place mais fut le véritable succès commercial du concours.
Le représentant italien, Toto Cutugno, avait déjà remporté de grands succès dans les années 1970, notamment en composant L'Eté Indien pour Joe Dassin, puis dans les années 1980, notamment en chantant L'Italiano. Un an auparavant, il s'était promis de remporter le concours et avait composé Insieme: 1992, avec cet objectif en tête.

## Second incident
Lors de la première prestation, celle du groupe espagnol Azúcar Moreno, la production rencontra des difficultés avec la bande-son. Celle-ci prit plusieurs secondes avant de démarrer, puis débuta trop rapidement pour permettre au chef d'orchestre espagnol de suivre le tempo. Les représentantes espagnoles, les sœurs Salazar, firent malgré tout leur entrée sur scène. Mais le retour musical ne leur parvenant pas, elles quittèrent le podium après quelques instants, visiblement furieuses. Un long silence s'abattit sur la salle, qui fut rompu par les applaudissements du public. À la seconde tentative, la bande-son partit correctement et la prestation espagnole ne rencontra plus d'autre problème. Cet incident n'eut finalement que peu d'impact, l'Espagne terminant cinquième.

## Chefs d'orchestre
| Eduardo Leiva   | Michael Rozakis      | Rony Brack         | Ülmit Eroğlu         | Harry van Hoof   | Thierry Durbet      |
| --------------- | -------------------- | ------------------ | -------------------- | ---------------- | ------------------- |
| - Espagne       | - Grèce              | - Belgique         | - Turquie            | - Pays-Bas       | - Luxembourg        |
| Alyn Ainsworth  | Jon Kjell Seljeseth  | Pete Knutsen       | Rami Levin           | Henrik Krogsgård | Bela Balint         |
| - Royaume-Uni   | - Islande            | - Norvège          | - Israël             | - Danemark       | - Suisse            |
| Rainer Pietsch  | Régis Dupré          | Stjepan Mihaljinec | Carlos Alberto Moniz | Noel Kelehan     | Curt-Eric Holmquist |
| - Allemagne     | - France             | - Yougoslavie      | - Portugal           | - Irlande        | - Suède             |
| Gianni Madonini | Richard Österreicher | Stanko Selak       | Olli Ahvenlahti      |                  |                     |
| - Italie        | - Autriche           | - Chypre           | - Finlande           |                  |                     |

## Entracte
Le spectacle d'entracte fut une vidéo, intitulée La Yougoslavie change et réalisée par Ivo Laurenčić. Il s'agissait d'un film présentant les richesses touristiques et les diversités culturelles de la Yougoslavie. Apparurent notamment à l'écran Split, Piran, Dubrovnik, Sarajevo, Belgrade et Zagreb.

## Coulisses
Durant le vote, la caméra fit quelques plans sur les artistes à l’écoute des résultats. Apparurent essentiellement Toto Cutugno et Liam Reilly.

## Vote
Le vote fut décidé entièrement par un panel de jurys nationaux. Les différents jurys furent contactés par téléphone, selon l'ordre de passage des pays participants. Chaque jury devait attribuer dans l'ordre 1, 2, 3, 4, 5, 6, 7, 8, 10 et 12 points à ses dix chansons préférées. Les points furent énoncés dans l’ordre ascendant, de un à douze.
Le superviseur délégué sur place par l'UER fut Frank Naef. Il échangea quelques mots avec Oliver Mlakar : 

- Oliver Mlakar : Alors, comment s'est passée votre collaboration avec Zagreb ? 

- Frank Naef : Bien, très très bien. Et je dois vraiment vous remercier et remercier Televizija Zagreb pour l'excellence de son travail, de sa gentillesse et de sa sympathie tout au cours de cette semaine. Merci.
La procédure ne connut qu'un seul hiatus, lorsque fut venu le tour du porte-parole italien de communiquer les résultats de son pays. L'échange avec Oliver Mlakar fut confus : 

- Oliver Mlakar : Maintenant, nous passons au jury italien. Bonsoir, Rome. Buona sera, Roma. [...] Buona sera. 

- Porte-parole italien : Bonsoir, Zagreb. 

- Oliver Mlakar : Bonsoir. 

- Porte-parole italien : Voici les ré... résultats du jury espagnol. 

- Oliver Mlakar : Non pas italien ? 

- Porte-parole italien : Un point pour Luxembourg. 

- Oliver Mlakar : C'est le jury italien, n'est-ce pas ? Pardon ? 

- Porte-parole italien : ... 

- Oliver Mlakar : C'est l'Italie que nous allons appeler, que nous avons appelé. 

- Porte-parole italien : Deux points pour les Pays-Bas. 

Le superviseur intervint alors : 

- Frank Naef : Non. Stop, stop. Italie, would you... Pouvez-vous recommencer le vote depuis le début, s'il-vous-plaît ? À qui donnez-vous un point ? 

- Porte-parole italien : Trois points... 

- Frank Naef : Non ! Ne continuez... Ne continuez pas ! Recommencez le vote depuis le début ! 

Oliver Mlakar reprit le contrôle de la situation en s'adressant en italien au porte-parole. Celui-ci lui répondit qu'il y avait dû y avoir un problème technique. La procédure put alors continuer.
Dès le début, l'Italie prit la tête. Mais après le vote du jury islandais, elle fut dépassée par l'Irlande, qui mena ensuite durant le reste de la procédure. Cependant, après que le jury irlandais eut attribué ses "douze points" à  l'Italie, celle-ci reprit la tête. Le dénouement fut apporté par le jury chypriote qui attribua "douze points" à l'Italie et aucun à l'Irlande.

## Résultats
Ce fut la deuxième victoire de l'Italie au concours.
Toto Cutugno reçut le trophée de la victoire des mains de Goran Radman, producteur exécutif du concours. Il dédia sa victoire à tous ses amis chanteurs en Italie et plus particulièrement à Gigliola Cinquetti, qui avait remporté le concours en 1964. Il conclut par : « Per una Europa unita ! »
Pour effectuer sa reprise, il descendit du podium et s'avança dans la salle, ce qui causa une certaine bousculade parmi le public.
| Ordre | Pays            | Artiste(s)                   | Chanson                              | Langue       | Place | Points |
| ----- | --------------- | ---------------------------- | ------------------------------------ | ------------ | ----- | ------ |
| 01    | Espagne         | Azúcar Moreno                | Bandido                              | Espagnol     | 5     | 96     |
| 02    | Grèce           | Christos Callow              | Horis skopó (Χωρίς σκοπό)            | Grec         | 19    | 11     |
| 03    | Belgique        | Philippe Lafontaine          | Macédomienne                         | Français     | 12    | 46     |
| 04    | Turquie         | Kayahan                      | Gözlerinin hapsindeyim               | Turc         | 17    | 21     |
| 05    | Pays-Bas        | Maywood                      | Ik wil alles met je delen            | Néerlandais  | 15    | 25     |
| 06    | Luxembourg      | Céline Carzo                 | Quand je te rêve                     | Français     | 13    | 38     |
| 07    | Royaume-Uni     | Emma                         | Give a Little Love Back to the World | Anglais      | 6     | 87     |
| 08    | Islande         | Stjórnin                     | Eitt lag enn                         | Islandais    | 4     | 124    |
| 09    | Norvège         | Ketil Stokkan                | Branderburger Tor                    | Norvégien    | 21    | 8      |
| 10    | Israël          | Rita                         | Shara Barkhovot (שרה ברחובות)        | Hébreu       | 18    | 16     |
| 11    | Danemark        | Lonnie Devantier             | Hallo, hallo                         | Danois       | 8     | 64     |
| 12    | Suisse          | Egon Egemann                 | Musik klingt in die Welt hinaus      | Allemand     | 11    | 51     |
| 13    | Allemagne       | Chris Kempers & Daniel Kovac | Frei zu leben                        | Allemand     | 9     | 60     |
| 14    | France          | Joëlle Ursull                | White and Black Blues                | Français     | 2     | 132    |
| 15    | Yougoslavie H T | Tajči                        | Hajde da ludujemo                    | Serbo-croate | 7     | 81     |
| 16    | Portugal        | Nucha                        | Há sempre alguém                     | Portugais    | 20    | 9      |
| 17    | Irlande         | Liam Reilly                  | Somewhere in Europe                  | Anglais      | 2     | 132    |
| 18    | Suède           | Edin-Ådahl                   | Som en vind                          | Suédois      | 16    | 24     |
| 19    | Italie          | Toto Cutugno                 | Insieme: 1992                        | Italien      | 1     | 149    |
| 20    | Autriche        | Simone                       | Keine Mauern mehr                    | Allemand     | 10    | 58     |
| 21    | Chypre          | Anastazio                    | Milós polí (Μιλάς πολύ)              | Grec         | 14    | 36     |
| 22    | Finlande        | Beat                         | Fri?                                 | Suédois      | 21    | 8      |

## Seconde controverse
Après le concours, la cheffe de la délégation française, Marie-France Brière, introduisit une plainte officielle auprès de l'UER. Elle accusa la télévision publique italienne d'avoir faussé les résultats en sa propre faveur, en ne recourant pas à un jury et en attribuant ses points de façon aléatoire. Elle en voulait pour preuve la confusion du porte-parole italien et l'absence de points attribués à la France et à l'Irlande, les deux plus dangereuses rivales de l'Italie lors du vote. Faute de preuves, la plainte fut classée sans suite.

## Anciens participants
| Artiste       | Pays    | Année(s) précédente(s) |
| ------------- | ------- | ---------------------- |
| Ketil Stokkan | Norvège | 1986                   |

## Tableau des votes
| Drapeau de l'Espagne | Drapeau de la Grèce                               | Drapeau de la Belgique | Drapeau de la Turquie | Drapeau des Pays-Bas | Drapeau du Luxembourg | Drapeau du Royaume-Uni | Drapeau de l'Islande | Drapeau de la Norvège | Drapeau d’Israël | Drapeau du Danemark | Drapeau de la Suisse | Drapeau de l'Allemagne | Drapeau de la France | Drapeau de la République fédérative socialiste de Yougoslavie | Drapeau du Portugal | Drapeau de l'Irlande | Drapeau de la Suède | Drapeau de l'Italie | Drapeau de l'Autriche | Drapeau de Chypre | Drapeau de la Finlande | Total |    |     |
| Pays                 | Espagne                                           |                        | 8                     | 1                    | 10                    | 2                      | –                    | 1                     | 4                | 5                   | –                    | –                      | 6                    | 12                                                            | 5                   | 3                    | 5                   | –                   | –                     | 8                 | 8                      | 8     | 10 | 96  |
| Pays                 | Grèce                                             | –                      |                       | –                    | –                     | 5                      | –                    | –                     | –                | –                   | –                    | –                      | –                    | –                                                             | –                   | –                    | –                   | –                   | –                     | –                 | –                      | 6     | –  | 11  |
| Pays                 | Belgique                                          | –                      | –                     |                      | –                     | 7                      | 4                    | –                     | –                | 1                   | –                    | –                      | 4                    | 8                                                             | 8                   | –                    | 2                   | 1                   | 7                     | –                 | 4                      | –     | –  | 46  |
| Pays                 | Turquie                                           | –                      | –                     | –                    |                       | 3                      | –                    | –                     | 2                | 4                   | –                    | –                      | –                    | 5                                                             | –                   | 7                    | –                   | –                   | –                     | –                 | –                      | –     | –  | 21  |
| Pays                 | Pays-Bas                                          | –                      | 1                     | –                    | 3                     |                        | 1                    | 4                     | –                | –                   | 2                    | –                      | 3                    | –                                                             | 6                   | –                    | 1                   | –                   | –                     | 2                 | –                      | 2     | –  | 25  |
| Pays                 | Luxembourg                                        | –                      | 4                     | –                    | –                     | –                      |                      | 3                     | –                | –                   | –                    | –                      | –                    | 3                                                             | 12                  | 2                    | 3                   | –                   | –                     | 1                 | 5                      | 5     | –  | 38  |
| Pays                 | Royaume-Uni                                       | 7                      | 5                     | 12                   | –                     | –                      | 3                    |                       | –                | –                   | 10                   | 3                      | 10                   | 1                                                             | 10                  | 10                   | –                   | 6                   | –                     | 6                 | 1                      | 3     | –  | 87  |
| Pays                 | Islande                                           | 4                      | 3                     | 10                   | 1                     | –                      | 8                    | 12                    |                  | 10                  | 8                    | 10                     | 7                    | –                                                             | –                   | 4                    | 12                  | 7                   | 8                     | 3                 | 10                     | –     | 7  | 124 |
| Pays                 | Norvège                                           | –                      | –                     | –                    | –                     | –                      | –                    | –                     | –                |                     | 4                    | 1                      | –                    | –                                                             | –                   | –                    | –                   | 3                   | –                     | –                 | –                      | –     | –  | 8   |
| Pays                 | Israël                                            | –                      | –                     | –                    | –                     | 4                      | –                    | –                     | –                | –                   |                      | –                      | 2                    | 4                                                             | –                   | 1                    | –                   | –                   | –                     | –                 | –                      | –     | 5  | 16  |
| Pays                 | Danemark                                          | 6                      | –                     | 3                    | 2                     | –                      | –                    | –                     | 7                | 7                   | 7                    |                        | 1                    | –                                                             | –                   | –                    | 7                   | 4                   | 3                     | 7                 | 6                      | 4     | –  | 64  |
| Pays                 | Suisse                                            | 1                      | 12                    | –                    | 6                     | –                      | 2                    | –                     | –                | –                   | –                    | 12                     |                      | –                                                             | 1                   | 5                    | 8                   | –                   | –                     | –                 | –                      | 1     | 3  | 51  |
| Pays                 | Allemagne                                         | 8                      | –                     | 6                    | –                     | –                      | 12                   | 7                     | 1                | –                   | –                    | 4                      | –                    |                                                               | –                   | –                    | –                   | 10                  | 4                     | 5                 | 3                      | –     | –  | 60  |
| Pays                 | France                                            | 5                      | –                     | 4                    | 4                     | 12                     | –                    | –                     | 12               | 12                  | 6                    | 5                      | 12                   | 10                                                            |                     | 12                   | 4                   | 8                   | 5                     | –                 | 2                      | 7     | 12 | 132 |
| Pays                 | Yougoslavie                                       | 3                      | –                     | –                    | 12                    | –                      | –                    | 5                     | 10               | 3                   | 12                   | 7                      | –                    | –                                                             | 2                   |                      | –                   | 5                   | 1                     | 10                | –                      | 10    | 1  | 81  |
| Pays                 | Portugal                                          | –                      | –                     | –                    | –                     | –                      | 7                    | 2                     | –                | –                   | –                    | –                      | –                    | –                                                             | –                   | –                    |                     | –                   | –                     | –                 | –                      | –     | –  | 9   |
| Pays                 | Irlande                                           | 10                     | 7                     | 7                    | 5                     | 10                     | 6                    | 10                    | 8                | 8                   | –                    | 8                      | 5                    | 7                                                             | 7                   | –                    | 6                   |                     | 12                    | –                 | 12                     | –     | 4  | 132 |
| Pays                 | Suède                                             | 2                      | 2                     | –                    | –                     | 6                      | –                    | 6                     | –                | 6                   | –                    | –                      | –                    | 2                                                             | –                   | –                    | –                   | –                   |                       | –                 | –                      | –     | –  | 24  |
| Pays                 | Italie                                            | 12                     | 10                    | 8                    | 8                     | 8                      | 10                   | –                     | 3                | –                   | 1                    | 6                      | 8                    | 6                                                             | 4                   | 6                    | 10                  | 12                  | 10                    |                   | 7                      | 12    | 8  | 149 |
| Pays                 | Autriche                                          | –                      | –                     | 2                    | 7                     | 1                      | 5                    | 8                     | 6                | –                   | –                    | –                      | –                    | –                                                             | 3                   | 8                    | –                   | 2                   | 2                     | 12                |                        | –     | 2  | 58  |
| Pays                 | Chypre                                            | –                      | 6                     | 5                    | –                     | –                      | –                    | –                     | –                | 2                   | 5                    | 2                      | –                    | –                                                             | –                   | –                    | –                   | –                   | 6                     | 4                 | –                      |       | 6  | 36  |
| Pays                 | Finlande                                          | –                      | –                     | –                    | –                     | –                      | –                    | –                     | 5                | –                   | 3                    | –                      | –                    | –                                                             | –                   | –                    | –                   | –                   | –                     | –                 | –                      | –     |    | 8   |
| Pays                 | Le tableau suit l'ordre de passage des candidats. |                        |                       |                      |                       |                        |                      |                       |                  |                     |                      |                        |                      |                                                               |                     |                      |                     |                     |                       |                   |                        |       |    |     |

## Télédiffuseurs
| Pays        | Télédiffuseur(s)           | Commentateur(s)                      | Porte-parole          |
| ----------- | -------------------------- | ------------------------------------ | --------------------- |
| Allemagne   | Erstes Deutsches Fernsehen | Fritz Egner                          | Sandra Maischberger   |
| Allemagne   | NDR Radio 2                | Peter Urban                          | Sandra Maischberger   |
| Autriche    | FS1                        | Barbara Stöckl                       | Tilia Herold          |
| Autriche    | Hitradio Ö3                | Walter Richard Langer                | Tilia Herold          |
| Belgique    | RTBF1                      | Claude Delacroix                     | Jacques Olivier       |
| Belgique    | RTBF La Première           | Stéphane Dupont & Patrick Duhamel    | Jacques Olivier       |
| Belgique    | BRT TV2                    | Luc Appermont                        | Jacques Olivier       |
| Belgique    | BRT Radio 2                | Julien Put & Herwig Haes             | Jacques Olivier       |
| Chypre      | RIK                        | Neophytos Taliotis                   | Anna Partelidou       |
| Chypre      | CyBC Radio 2               | Pavlos Pavlou                        | Anna Partelidou       |
| Danemark    | DR TV                      | Jørgen de Mylius                     | Bent Henius           |
| Danemark    | DR P3                      | ?                                    | Bent Henius           |
| Espagne     | TVE2                       | Luis Cobos                           | Matilde Jarrín        |
| Finlande    | YLE TV1                    | Erkki Pohjanheimo & Ossi Runne       | Solveig Herlin        |
| Finlande    | YLE Radio Suomi            | Jake Nyman & Kati Bergman            | Solveig Herlin        |
| France      | Antenne 2                  | Richard Adaridi                      | Valérie Maurice       |
| France      | France Inter               | Patrick Sabatier                     | Valérie Maurice       |
| Grèce       | ET1                        | Dáfni Bókota                         | Fotini Giannoulatou   |
| Grèce       | ERA                        | Dimitris Konstantaras                | Fotini Giannoulatou   |
| Irlande     | RTÉ1                       | Jimmy Greeley & Clíona Ní Bhuachalla | Eileen Dunne          |
| Irlande     | RTÉ Radio 1                | Gerry Ryan                           | Eileen Dunne          |
| Israël      | Télévision Israélienne     | pas de commentateur                  | Yitzhak Shim'oni      |
| Israël      | Reshet Gimel               | Yigal Ravid                          | Yitzhak Shim'oni      |
| Islande     | Sjónvarpið                 | Arthúr Björgvin Bollason             | Árni Snævarr          |
| Italie      | Rai Due                    | Peppi Franzelin                      | Paolo Frajese         |
| Italie      | Rai Radio 2                | Antonio De Robertis                  | Paolo Frajese         |
| Luxembourg  | RTL Télévision             | Valérie Sarn                         | Jean-Luc Bertrand     |
| Luxembourg  | RTL Radio                  | André Torrent                        | Jean-Luc Bertrand     |
| Norvège     | NRK                        | Leif Erik Forberg                    | Sverre Christophersen |
| Norvège     | NRK P1                     | Erik Heyerdahl                       | Sverre Christophersen |
| Pays-Bas    | Nederland 3                | Willem van Beusekom                  | Joop van Os           |
| Pays-Bas    | Radio 2                    | Daniël Dekker                        | Joop van Os           |
| Portugal    | RTP1                       | Ana do Carmo                         | João Abel Fonseca     |
| Royaume-Uni | BBC1                       | Terry Wogan                          | Colin Berry           |
| Royaume-Uni | BBC Radio 2                | Ken Bruce                            | Colin Berry           |
| Suède       | SVT TV2                    | Jan Jingryd                          | Jan Ellerås           |
| Suisse      | SSR                        | ?                                    | Michel Stocker        |
| Suisse      | DRS                        | Bernard Thurnheer                    | Michel Stocker        |
| Suisse      | TSI                        | Emanuela Gaggini                     | Michel Stocker        |
| Turquie     | TRT                        | Başak Doğru                          | Korhan Abay           |
| Turquie     | TRT Radyo 3                | Fatih Orbay                          | Korhan Abay           |
| Yougoslavie | TVB 1                      | Branko Uvodić                        | Drago Čulina          |
| Yougoslavie | TVZ 1                      | Branko Uvodić                        | Drago Čulina          |
| Yougoslavie | TVL 2                      | Miša Molk                            | Drago Čulina          |